# Cryptocarya leiana
Cryptocarya leiana är en lagerväxtart som beskrevs av C.K. Allen. Cryptocarya leiana ingår i släktet Cryptocarya och familjen lagerväxter. Inga underarter finns listade i Catalogue of Life.